# Guy Patin
Guy Patin, (Hodenc-en-Bray, Oise, 1601- París, 1672) fue un médico y hombre de letras francés.

## Biografía
Decano de la Facultad de Medicina de París (1650-1652), y profesor del Collège de France desde 1655, Patin no resulta memorable por su literatura médica, considerada como poco innovadora y arcaizante, sino más bien por su carácter de literato, ya que su correspondencia de estilo alegre y ligero supone una importante fuente para los historiadores de la Medicina. 
Junto a su hijo, fue tratante de libros (algunos clandestinos) y, ocasionalmente, dejó algunas poesías. Naudaeana et Patiniana, ou, Singularitez Remarquables, que reproducen conversaciones entre Patin y su gran amigo, Gabriel Naudé, bibliotecario, fueron editadas por Jean-Aymar Piganiol de La Force y publicadas en París, 1701; una edición revisada con un prefacio por Pierre Bayle apareció en Ámsterdam, 1703. Su hijo, Charles Patin, fue médico como él.